# Cuneglas
Cuneglas (Cuneglasus dans les textes latins, Cynlas dans les textes gallois) est un souverain du royaume gallois de Powys ou de Rhos (?) ayant vécu au VIe siècle. 

## Cuneglas et Gildas
Cuneglasus parfois surnommé également Cynlas Goch (« Cynlas le Rouge ») est l'un des cinq souverains de Bretagne que Gildas le Sage critique violemment dans son ouvrage De Excidio et Conquestu Britanniae, où il le dépeint comme un tyran débauché.
« Et toi Cuneglassus « boucher roux » dans la langue des Romains, pourquoi te roules-tu, et cela depuis les années de ta jeunesse, dans la vieille fange de tes ignominies, toi qui chevauches maintes montures et conduit le char de l'Etat de l'Ours, toi qui méprise Dieu et rabaisse sa puissance ? Pourquoi livrer un tel combat tant aux hommes qu'à Dieu, tes compatriotes avec les armes appropriées bien sûr, et à Dieu par tes crimes innombrables ? Pourquoi en plus de tes innombrables fautes, as-tu répudié ton épouse légitime ? Pourquoi malgré l'interdit de l'apôtre qui déclare que les adultères ne peuvent être citoyen du ciel lèves-tu les yeux avec toute la passion ou plutôt la débauche de ton cœur sur sa friponne de sœur ? Elle avait pourtant offert à Dieu par des vœux perpétuels, sa chasteté de veuve... »

## Identification
Peter Bartrum l'identifie avec Cynlas: Cinglas map Eugein dant guin map Enniaun girt map Cuneda le fils de Owain Ddantgwyn et petit-fils de Einion Yrth ap Cunedda ce qui est possible si sa datation est correcte. Dans ce cas Cynlas n'appartient pas à la lignée principale du royaume de Powys mais sa descendance avec Caradog ap Meirion règnera sur le Gwynedd

## Sources
- (en) Mike Ashley The Mammoth Book of British Kings & Queens Robinson (Londres 1998)   (ISBN 1841190969)  « Cuneglasus Powys and Rhos (?) fl.530s. »p. 152
- (en) Peter Bartrum, A Welsh classical dictionary: people in history and legend up to about A.D. 1000, Aberystwyth, National Library of Wales, 1993, p. 205 CYNLAS GOCH ab OWAIN DANWYN. (470)
- (en) Ann Williams, Alfred P. Smyth & D.P Kirby A bibliographical dictionnary of Dark Age Britain Seaby (Londres 1991)  (ISBN 1852640472) « Cuneglasus King fl. early sixth century » p. 93-94.

| Précédé par : Owain Ddantgwyn vers 520?-550? Roi de Rhos | Suivi par : ? |